# Leucanopsis nebulosa
Leucanopsis nebulosa är en fjärilsart som beskrevs av Rothschild 1910. Leucanopsis nebulosa ingår i släktet Leucanopsis och familjen björnspinnare. Inga underarter finns listade i Catalogue of Life.